# Сураж (село)

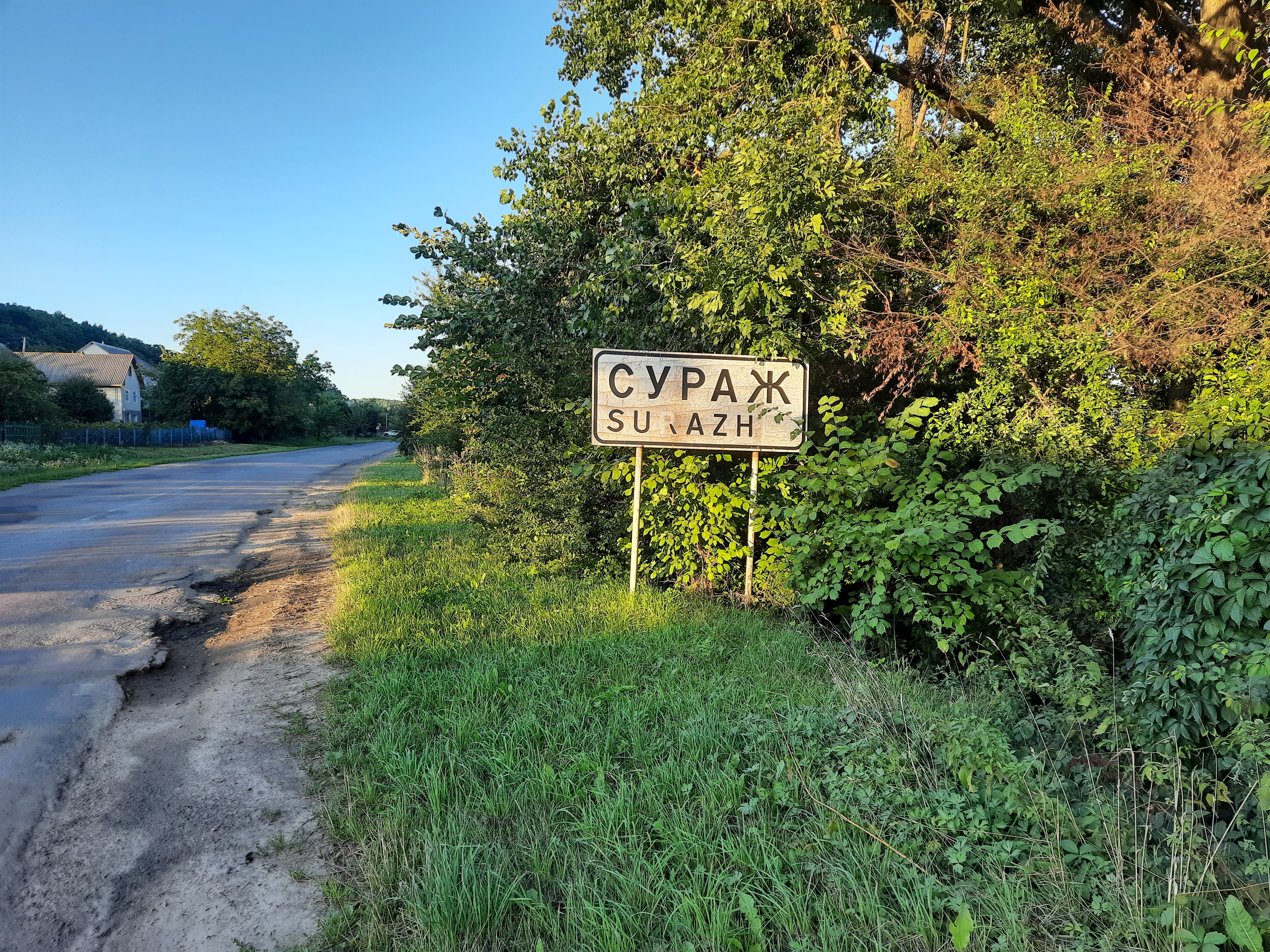
Дорожній знак при в'їзді в село

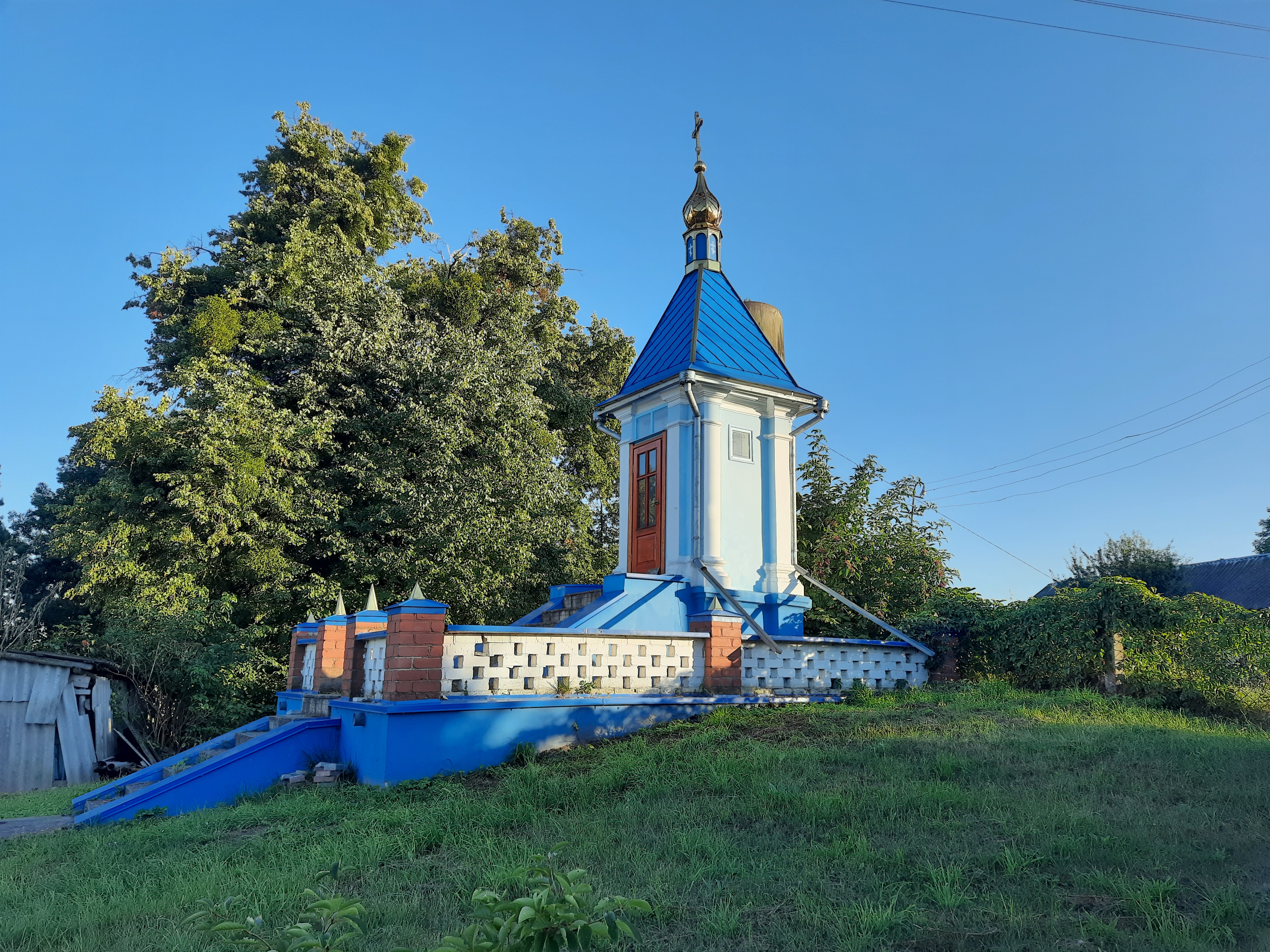
Капличка

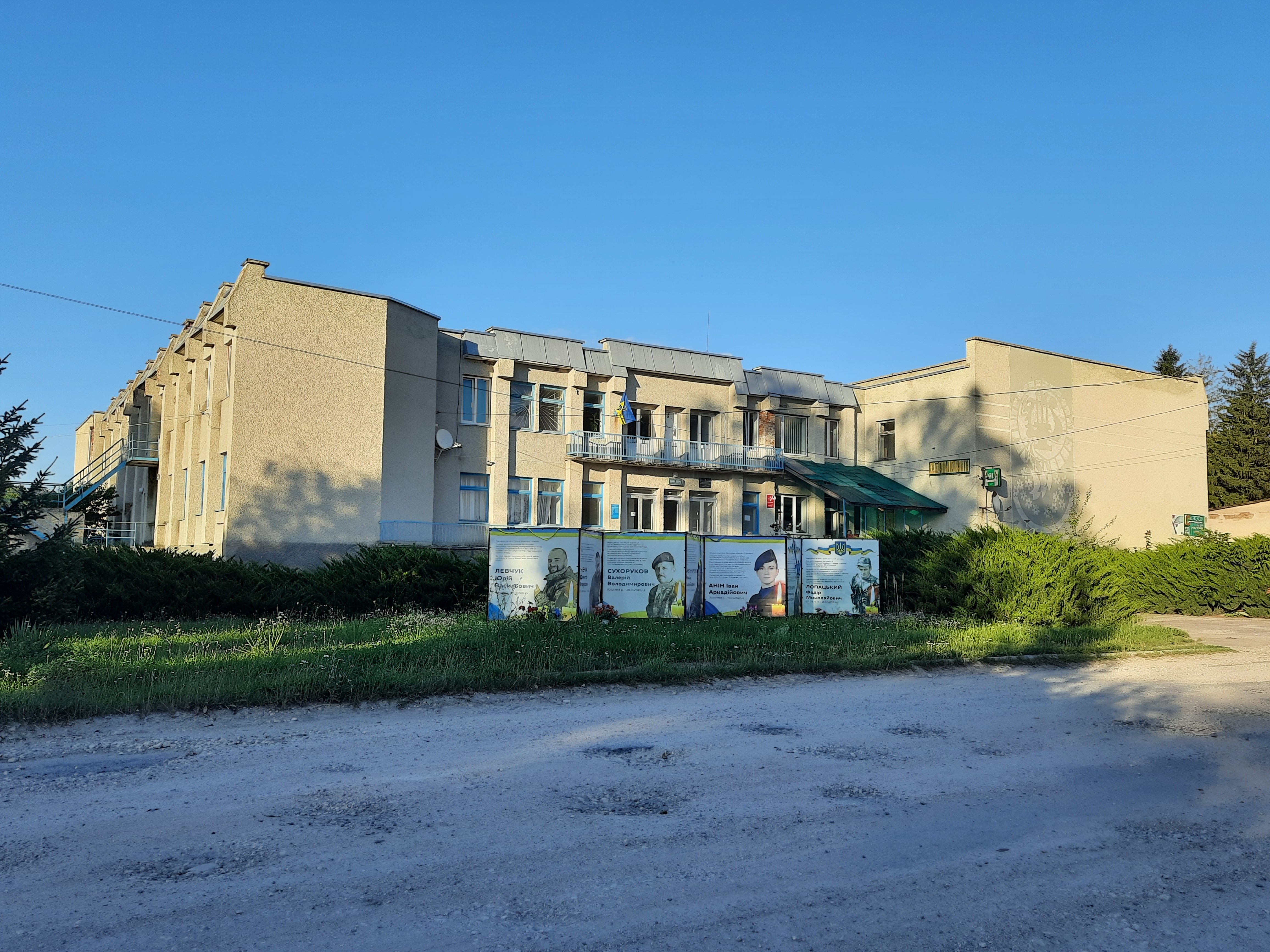
Будинок культури

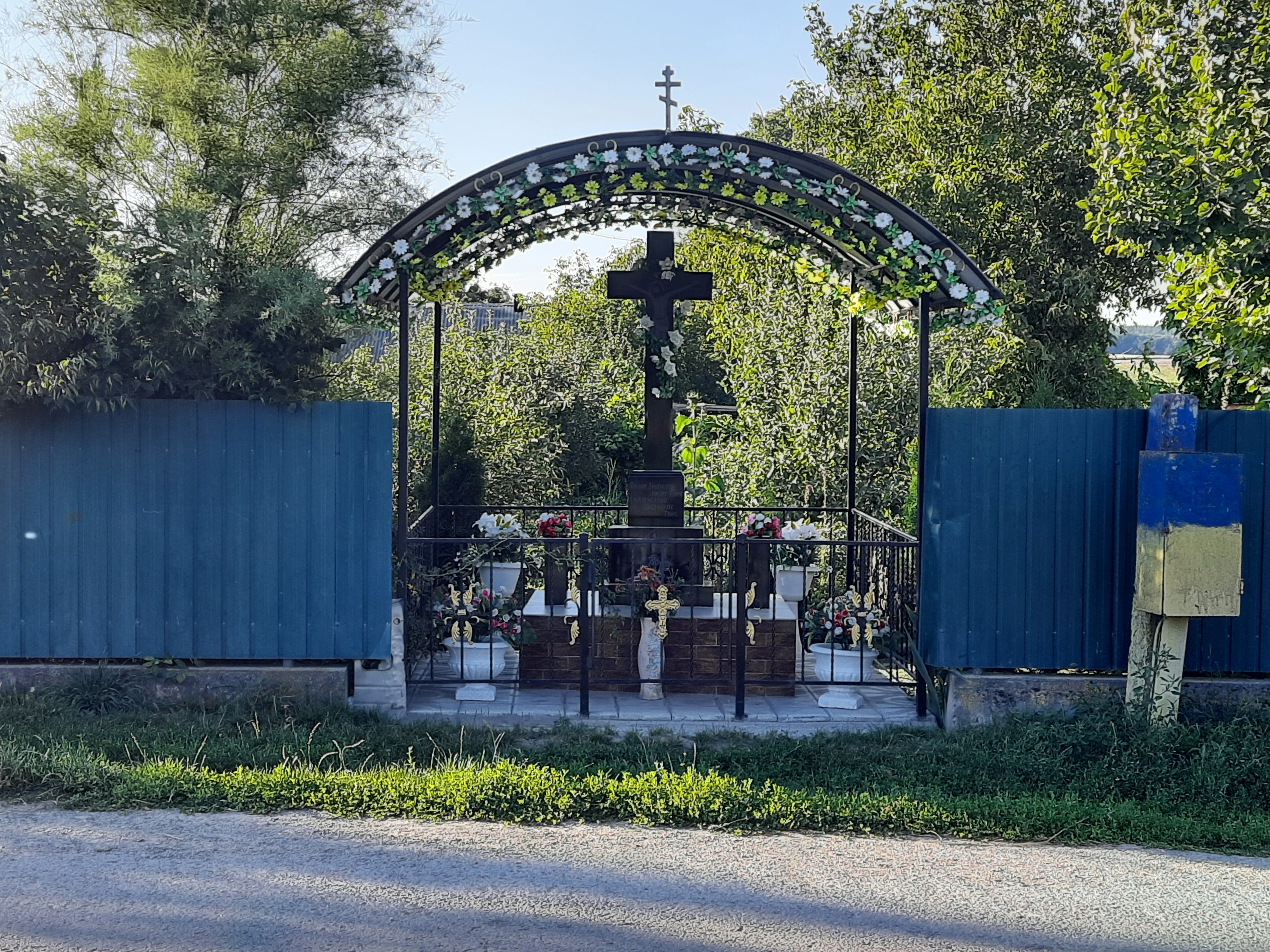
Кременецький р-н, Тернопільська обл.

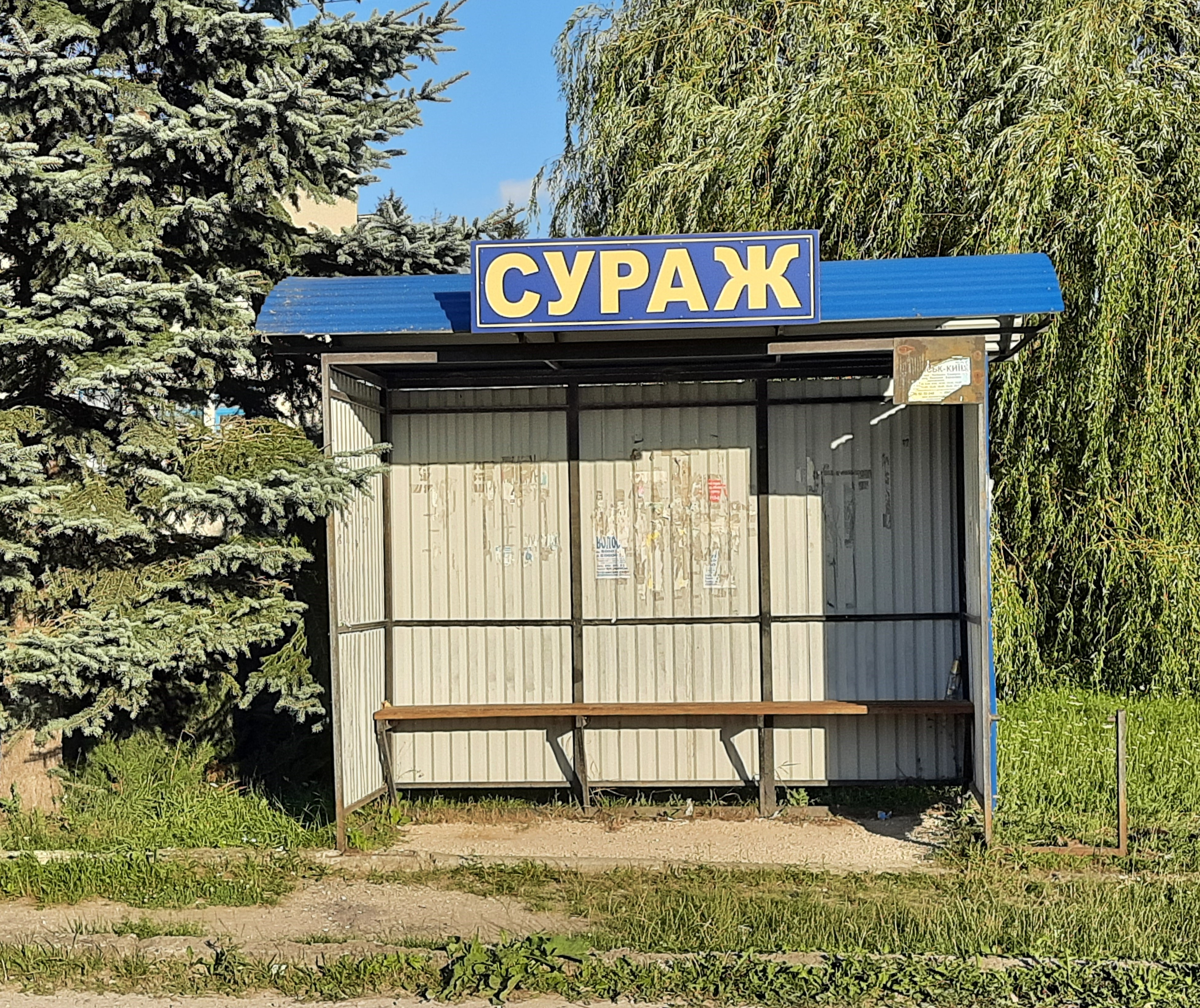
Автобусна зупинка

Сура́ж — село в Україні, у Шумській міській громаді Кременецького району Тернопільської області. У часи Речі Посполитої — одне з міст князя Костянтина Острозького. Розташоване на березі річки Вілія, за 45 км від райцентру і 35 км від найближчої залізничної станції Лепесівка.  
Населення — 1335 осіб (2016). Батьківщина героя українсько-російської війни Федора Лопацького і Юрія Левчука.
До містечка приєднано хутір Малинів
Поблизу Суража є лісовий заказник загальнодержавного значення Суразька дача і Суразький дендрологічний парк, зростає «Суразький дуб».

## Історія
Походження назви міста Сураж за версією історика Теодоровича — одне із слов’янських племен, що жило на північному березі Сурозького (сьогодні Азовського моря) витіснене звідти ворогами вирушило на північ від моря і оселилися на місці сучасного села, назвавши своє поселення Сурожем. Народна мова через деякий час змінила назву Сурож на Сураж. Про справедливість цього припущення свідчать знахідки неокреслених золотих монет, бронзових литих хрестиків – предметів, які були товаром, що завозились в Русь з Візантії та грецьких колоній. Поблизу села виявлено археологічні пам'ятки ранньозалізної доби та старої української культури.
Вперше згадується поселення у цих краях ще з часів Київської Держави, коли на високому лівому березі річки Вілії засноване городище, захищене річкою і високими валами. Діаметр фортеці становив більше 60 метрів. Це городище було завойоване військами хана Батия 1241.

### Історія міста
Перша писемна згадка про населений пункт – 1390 року. 
1555 воєвода білоруського міста Вітебськ Степан Збаразький споруджує в Суражі на невисокому пагорбі замок. Добре укріпленою була західна частина села, вулиця якого і досі носить назву «Місто». Вона була обнесена круглим земляним валом і викопаним глибоким ровом, ймовірно, в давнину наповненим водою. Про існування такого рова нагадує збережена до сих пір назва східної частини «Турова», назва утворилась від скорочення слів «по ту сторону рова».
1570 населений пункт у числі інших навколишніх сіл належав князю Івану Масальському, від якого в 1583 році перейшов до Костянтина Василя Острозького, згодом, в 1640 році його донька Анна Острозька передала місто єзуїтам. Знаменитий князь Костянтин-Василь Острозький, воєвода Київський, маршал землі Волинської, заснувавши в ІІ половині XVI ст. Троїцький монастир та Острозьку слов’яно-греко-латинську академію в місті Острог, для утримання цих установ закріпив за ними Суразькі землі.
Після смерті 28(29) лютого 1608 року князя Костянтина-Василя Острозького відбувалися процеси покатоличення на західних землях. Його син Януш, що став католиком, ще залишив Суразькі маєтки за цими установами до своєї смерті 1620 року. Тому спадкоємицею маєтностей Острозьких стала його внучка Анна-Алоїза Ходкевич, висвячена в католицьку віру єзуїтами, за що стала захисницею їх інтересів. У 1640 році вона відібрала Суразькі маєтки у Троїцького монастиря і передала їх Острозькій єзуїтській колегії. Єзуїти безперешкодно користувалися багатими землями протягом 130 років, за що ті зобов’язувались утримувати 20 вихованців цієї колегії із дітей бідної римо-католицької шляхти, забезпечуючи їх безкоштовним проживанням, харчуванням, одягом та навчанням. При цьому Анна-Алоїза зобов’язала своїх наступників «не втручатись у справи цих маєтків і не вимагати пояснень від єзуїтів відносно управління ними». Перебування католиків-єзуїтів у Суражі підтверджує акт, який подали козацькі посли польській владі в 1659 році про підтвердження статей Гадяцького договору, де сказано про те, що «монастир і лікарня св. Трійці в Острозі з містечком Сураж і його волостю, взяли єзуїти».
У середині XVII ст. Сураж був доволі людним і заможним, одним з центрів на Волині з торгівлі деревиною. В ньому були засновані ремісничі цехи. В акті від 1659 року, який підтверджував Гадяцьку угоду, згадується монастир і шпиталь Святої Трійці в Острозі, котрий з містечком Суражем і волостями забрали єзуїти. 
Оселившись в Суражі, католики стали запроваджувати свої порядки. Наприкінці XVII ст. вони побудували невелике укріплення з двома кутовими баштами на сучасній вулиці Місто. Посередині була побудована невелика кам’яна церква, розмальована всередині фресками. У 1724 році єзуїти провели окатоличення місцевого населення, дозволивши йому вступати в склад місцевого цехового братства. Тут було підтверджено існування суразького гончарного цеху, до якого могли вступити усі охочі місцеві умільці, звичайно що прийнявши католицьку віру. Разом з тим єзуїти сприяли матеріальному благоустрою населеного пункту: розвивали жваву торгівлю лісом. Але після другого поділу Польщі 1793 року, коли Волинь, в тому числі і Сураж, перейшли у володіння Росії, окатоличені місцеві жителі повертались до православної віри.
Наприкінці XVIII ст. суразькі поєзуїтські помісця були куплені Йосипом Стройновським, громадсько-військовим комісаром Луцького повіту, з умовою вносити щорічно оплату, тобто збір з доходів усього повіту, на навчальні заклади. Від Коврицьких у 1818 році Сураж перейшов до Германа Раковського, так як він протягом багатьох років не виплачував у державну казну державного мита, то всі Суразькі помістя, приблизно у 1828 році, були конфісковані та віддані до Міністерства державної власності.
До будівництва єзуїтами в середині XVIII ст. теперішньої Різдвяно-Богородицької церкви і на початку їх перебування в Суражі, існував православний дерев’яний храм  Архістратига  Михайла (до 1721 року). 

### У складі Російської імперії
1867 році з казни відпущено гроші на будівництво нової кам’яної дзвіниці (800 карбованців). На думку священника Струтинського, вона побудована у вигляді башти, через яку зроблений вхід на церковний двір. Дзвіниця одноповерхова з п'ятьма дзвонами, підходить під стиль церкви.
Із спогадів місцевих жителів відомо, що в XIX ст. ще зберігалися укріплені вали, але в багатьох місцях перекопані та засмічені, десятки давніх могил на схід від села і два великі кургани на заході села, що нагадують про його важливе військове значення. Великий курган, який знаходився по ліву сторону дороги до міста Шумськ, був розкопаний у 1887 році проживаючою в Суражі вдовою капітана Г. Карлашевою. При розкопках знайдено три кам’яних хрести і сім скелетів. На черепі одного із скелетів видно було п’ять порізів, зроблених гострим предметом, а у другого скелета на черепі, відповідно лобової пазухи, здійснено круглу ямку, пробиту кулею. Після цього розкопки кургану були припинені. Другий курган набагато менший не був ніким розкопаний. На пагорбі Суразької церкви зберігалася знайдена в Суражі незламана чавунна пушка. Іноді селяни при обробітку полів викопують уламки гранат. В Суражі існували таємні підземні ходи. В 1890 році на городі священника Йосипа Струтинського утворилося провалля в 4 сажені (більше 8 метрів). При дослідженні цього провалля при незначних розкопках відкрився пустий проміжок далеко вглиб. Подальших розкопок  і досліджень не було проведено. В даний час провалля засипане землею. Серед місцевих старожилів розповсюджуються розповіді про те, що «бачили селяни там суразьких людей на укріплених ходах валу, закритих залізними дверима, чули крики і не могли відкрити їх і відбити не було ніякої можливості».
У XIX ст. аграрний наділ в Суражі простягався на 10-20 десятин. Врожай з господарства селяни збували в найближчих містечках: Шумську і Куневі, на ярмарках і базарах. Найбільшою була пасіка у місцевого священника до 63 вуликів. майже половина суразьких селян виготовляли горщики, вироби збували селяни в найближчих містечках. Місцевим мешканцям великий заробіток приносила в вирубка лісу  у лісових дачах.
1861  місцевий священик Феофіл Струтинський заснував школу (навчалося 62 хлопчики і 4 дівчинки). Він, отримавши Суразький сан ще до посвяти в священники, приїхав до Суража, щоб познайомитися з майбутнім місцем свого майбутнього служіння. Дізнавшись від своїх майбутніх прихожан, що у них немає школи, він запропонував їм побудувати школу, пообіцявши, що буде навчати їхніх дітей.
В складі Російської Імперії Сураж втратив своє значення. Наприкінці XIX  століття стараннями В. Дубровінського на прилеглих територіях було утворено заповідник Суразька Дача.
На 1936 рік село входило до ґміни Шумськ Кременецького повіту.

### Незалежна Україна
12 червня 2020 року, відповідно до розпорядження Кабінету Міністрів України № 724-р «Про визначення адміністративних центрів та затвердження територій територіальних громад Тернопільської області» село увійшло до складу Шумської міської громади.
19 липня 2020 року, в результаті адміністративно-територіальної реформи та ліквідації Шумського району, село увійшло до складу Кременецького району.

## Населення

### Мова
Розподіл населення за рідною мовою за даними перепису 2001 року:
| Мова       | Кількість | Відсоток |
| ---------- | --------- | -------- |
| українська | 1438      | 100%     |

## Символіка
Точних відомостей про герби Суража впродовж його історичного розвитку виявити не вдалося. Ними, очевидно, були родинні емблеми (зображення святого Юрія-Змієборця) князів Острозьких та Збаразьких, які доклали багато зусиль до відбудови міста. Краєзнавець В. Данилевич, посилаючись на документ XVI ст. з колекції Кременецького музею, фрагментарно занотував, що гербом Суража була родинна емблема Масальських — увінчана хрестом літера «М».

## Пам'ятки
- Церква Різдва Пресвятої Богородиці (1750, мурована), капличка, 6 «фігур».
- Споруджено пам'ятник полеглим у Другу світову (1968), встановлено пам'ятний хрест воякам УПА (1991).
- Ботанічна пам'ятка природи місцевого значення Дуб «Суразький».

## Транспорт
Через село проходить автошлях Р26.

## Соціальна сфера
Працюють ЗОШ І-ІІІ ступ., будинок культури, бібліотека, ФАП, відділення зв'язку, торговельні заклади,Нова пошта

## Відомі люди

### Уродженці містечка
- Ростислав Глувко (1927—1990) — український художник, графік, громадський діяч.
- Василь Суразький (середина 50-х рр. XVI ст. — помер між 1604–1608) — український полеміст, учитель Івана Вишенського. Працював (1575—1581) у резиденції князя Костянтина Острозького у місті Острог, де з Герасимом Смотрицьким редагував Острозьку Біблію (1581), переклав її українською мовою. Від 1583 року — староста Суража, сприяв розбудові Острозької академії, до якої належали суразькі маєтності. Виконував дипломатичні доручення князя в м. Ґданськ (Польща) та Московщині. Очолював Острозьку друкарню і забезпечив її тривалу роботу. Був управителем маєтностей Острозького шпиталю. На думку Івана Огієнка, саме стараннями Василя Суразького, як редактора, видано 25 найменувань книг християнського спрямування.
- Казимир Сікорський — український художник-сценограф, скульптор[5]
- Федір Лопацький (1978 р. н.) — герой війни з Московією, загинув 25 січня 2015 р. під час агресії Російської Федерації на сході України (АТО)[6].
- Андрій Мельничук — журналіст
- У селі жили і працювали Василь Дубровінський (1868–1936), вчився художник та літератор Василь Капустинський (1951 р. н.).